# Johann Friedrich Sommer (Bildhauer)

Grabmal des Buchdruckers Johann Heinrich Stock (1711) an der Michaleskapelle

Johann Friedrich Sommer (* 29. April 1684 in Coburg; † vermutlich zwischen 1. Oktober 1746 und 13. Februar 1747 in Marburg) war ein deutscher Bildhauer des Spätbarock. Als „fürstlich-hessen-casselischer“ und später auch nassau-siegener Hofbildhauer prägte er zwischen 1705 und 1746 die Skulpturlandschaft Mittelhessens.
Zu seinen Hauptwerken gehören der Tugend-Zyklus ehemals im Marburger Lustgarten des Kardinals Damian Hugo von Schönborn (1718) sowie mehrere Wappen- und Figurenprogramme am Schloss Berleburg (1738/1739).

## Leben
Sommer entstammte einer Coburger Kaufmanns- und Offiziersfamilie. Seine frühe Ausbildung wird in der Werkstatt seines Onkels, des Coburger Bildhauers Anton Langenhahn, vermutet. 1705 erwarb er das Bürgerrecht in Marburg, gründete dort eine bestehende Werkstatt und heiratete Sophia Elisabeth Klingelhöfer. Bereits 1714 ist er als „fürstlich-hessen-casselischer Hofbildhauer“ belegt; später führte er zugleich den Titel eines nassau-siegener Hofbildhauers.
Nach dem Tod seiner ersten Frau († 1724) heiratete Sommer Maria Regina Hilgermann, mit der er weitere neun Kinder hatte; die Söhne Jeremias (* 1727) und Johann Philipp Friedrich (* 1734) wurden gleichfalls Bildhauer. Sommer wohnte und arbeitete in der Barfüßerstraße (heute nicht mehr erhalten). Sein Tod fällt in die Zeit zwischen dem 1. Oktober 1746 und dem 13. Februar 1747, als seine Witwe den Besitz veräußerte und ein Vormund für die unmündigen Kinder bestellt wurde.

## Werk (Auswahl)
- 1705: Bär (verloren) für einen Stadtbrunnen, Marburg.
- 1706: Mönch für einen Stadtbrunnen, Marburg.
- 1710–1712: Hochaltar und zwei Seitenaltäre, Kollegiatstiftskirche Amöneburg, heute in Butlar und Schröck
- 1714: Grabmonument für Graf Johann Friedrich und Gräfin Benigna Solms zu Laubach, Stiftskirche Laubach.
- 1718: Fünf Tugend-Allegorien (»Spes«, »Fides«, »Caritas« u. a.) für den Lustgarten des Kardinals Damian Hugo von Schönborn in Marburg; Sandstein, heute wieder in Marburg aufgestellt.
- 1721: Orgelprospekt der lutherischen Pfarrkirche Marburg.
- 1728: Seenymphe für den Marktbrunnen, Marburg (fragmentarisch erhalten).
- 1733/34: Doppeltes Allianzwappen Wittgenstein-Wurmbrandt am Hauptportal des Schlosses Berleburg. Wappenkartusche am »hintersten Tor« des Schlosses Berleburg.
- 1738: Vier Großstatuen der theologischen Tugenden vor der Orangerie des Berleburger Schlossgartens; Sandstein. Weitere Figuren dort.
- 1740: Epitaph für Obrist Carl Ludwig von Löwenstein, Kirche Zwesten; Marmor und Alabaster.

## Zugeschriebene Arbeiten (Auswahl)
- Diverse Inschrift- und Bildnisgrabsteine in Marburg, Kirchhain, Zwesten und Michelbach (1710–1740).
- Portalwappen Friedrich Ernst Graf zu Solms, Wetzlar (um 1725).
- Brunnen- und Gartenfiguren für Schloss Hachenburg (1728, verloren).

## Stil
Sommer bevorzugte einen kräftig-voluminösen Figurentypus mit betonten Gewandmassen. Seine Kompositionen folgen meist frontalen Standmotiven; szenische Gruppen hat er nicht geschaffen. Häufig griff er auf graphische Vorlagen zurück, was sich in anatomisch vereinfachten Posen zeigt.